# AMPRNet
AMPRNet (AMateur Packet Radio Network) – zbudowana przez krótkofalowców amatorska sieć komputerowa połączona z radiostacjami. Inne nazwy tej sieci to IPv4 Network 44/8 i Network 44.
Krótkofalarstwo używało już protokołu TCP/IP w sieci Packet Radio długo przed pojawieniem się publicznego internetu. Klasa A 44 posiada zarezerwowane ponad 16,7 milionów adresów IP przeznaczonych dla radioamatorów na całym świecie, nastąpiło to w latach siedemdziesiątych dzięki staraniom Hanka Magnuskiego, kiedy internet był jeszcze w powijakach.
AMPRNet jest związany łączami (linkami) z siecią Packet Radio. Z powodu ograniczeń szerokości pasma radiowego, linki zwykle ograniczone są do maksimum 9600 bodów, najczęściej 1200 bd na VHF i UHF oraz 300 bd na KF. AMPRNet w pełni obsługuje TCP/IP uwzględniając obsługę protokołów FTP, Telnet, Ping, Finger i HTTP. Ostatnio AMPRNet zyskał szybkość połączenia radiowego do 108 Mbit/s używając protokołu HSMM.
Adresy IP w tym bloku (A 44) zawierają się w przedziale 44.0.0.0/8 i są dostępne dla każdego licencjonowanego krótkofalowca. Adresy przypisywane są przez koordynatorów wolontariuszy i są routowane przez internet.
Koordynatorem polskiej sieci AMPRNet od 03.2013 roku jest Janusz Przybylski (Szczecin).
Sieć AMPRNet używa domen drugiego poziomu ampr.org, które dostępne są dla krótkofalowców chcących zarejestrować i uruchomić swoje hosty lub do innych celów związanych z amatorskimi systemami komputerowymi.